# Ramsele församling
Ramsele församling var en församling inom Svenska kyrkan i Härnösands stift i södra Ångermanland, Sollefteå kommun, Västernorrlands län. Församlingen uppgick 2007 i Ramsele-Edsele församling.
Församlingskyrkor var Ramsele gamla kyrka och Ramsele nya kyrka.

## Administrativ historik
Församlingen har medeltida ursprung. Ur församlingen utbröts under 1400-talet Helgums församling, Fjällsjö församling och Edsele församling. Församlingen utgjorde under 1300-talet ett eget pastorat för att sedan efter utbrytningarna och till 1836 vara moderförsamling i pastoratet Ramsele, Helgum, Fjällsjö och Edsele som  från 1772 även omfattade Tåsjö församling och från 1799 Bodums församling. Från 1836 till 1838 moderförsamling i pastoratet Ramsele, Fjällsjö, Edsele, Tåsjö och Bodum och från 1838 till 1 december 1912 moderförsamling i pastoratet Ramsele och Edsele. Från 1 december 1912 till 1985 eget pastorat för att därefter till 2007 åter vara moderförsamling i pastoratet Ramsele och Edsele. Församlingen uppgick 2007 i Ramsele-Edsele församling.
Församlingskod var 228315. 